# 23192 Caysvesterby
23192 Caysvesterby è un asteroide della fascia principale. Scoperto nel 2000, presenta un'orbita caratterizzata da un semiasse maggiore pari a 2,9907589 UA e da un'eccentricità di 0,0245189, inclinata di 8,76155° rispetto all'eclittica.